# 쓰루미 사고
쓰루미 사고(鶴見事故 츠루미 지코[*])는 1963년 11월 9일 오후 9시 40분 무렵 일본국유철도(국철) 도카이도 본선 쓰루미 - 신고야스 역 사이에서 발생한 열차 탈선 다중충돌사고이다.

## 개요
사고 지점인 화물선(현재의 요코스카 선 선로)을 운행중이던 사와라발 야스행 하행 화물열차(EF15형 전기기관차 견인, 45량편성) 후방 3량의 와라 1형 2축화차(와라 501)가 돌연 탈선하여 끌려가면서 가선 기둥에 충돌한 직후 편성으로부터 벗어나면서 근처의 도카이도 본선 상행 방면(도쿄 방면)에 지장을 주었다. 거기에 도카이도 본선을 운행중이던 요코스카 선의 구리하마발 도쿄행 상행 2000S·도쿄발 즈시행 하행 2113S 전동차(각각 12량 편성)가 거의 동시에 진입했다.
90km/h 전후의 고속으로 진입한 상행 열차는 화차와 충돌하여 선두차는 하행선을 가로지르는 형태로 돌출되면서 가선의 이상을 발견하고 감속, 정차하고 있던 하행열차의 4량째를 측면에서 들이받고 후속 차량인 5량째 까지의 차체를 측면에서 지워내는 형태가 되어 겨우 정지했다. 하행열차 4·5량째의 모하 70079와 쿠모하 50006은 차단부를 남겨 전혀 원형을 두지 않을만큼 분쇄되어 5량째에 올라앉은 형태로 정지한 상행 열차 선두차의 쿠하 76039도 대파되었다. 상하 열차 모두 사망자 161명, 중경상자 120명에 이른 대형참사로 기록되었다.

## 원인과 조사
사고 직후 와라 1형이 커브에서 직선으로 바뀌는 지점에서 레일에 올라앉은 흔적이 발견되었다. 그리고 국철은 탈선 원인을 철저하게 조사·실험한 결과 차량의 문제·적재 상황·선로 상황·운전 속도·가감 속도 상황등이 복잡하게 얽힌 경합 탈선이라고 밝혔다. 경합 탈선 사고의 대부분은 화물열차 단독 피해에 그치는 것으로 인명 피해를 발생시킨 사례는 적었지만 본사고는 우연히 화차의 경합 탈선과 거의 동시에 상하 방향에서 여객 열차가 진입해 온 것으로 심각한 인명 피해를 가져왔다.
단지 '경합 탈선'이라고 하는 사실이 표면화되고 원인 불명으로 처리된 과거의 2축화차 탈선 사고도 많게는 이것이 원인인 결과가 나왔지만 '경합 탈선'에 이르는 주된 요인이 불명확했다는 점을 감안할 때 실질적으로는 '원인 불명'에 가까웠다. 후일 '탈선을 일으킨 와라 1형은 와무 60000형 화차의 유사차량으로 배치전의 시운전이 생략되어 가벼운 하중을 부담하는 부분의 격렬한 피칭을 일으키는 특성을 발견할 기회를 놓쳤다는'일이 밝혀졌다. 또한 당시 고속전차 개발에서 정설이 된 바 있는 서스펜션으로 작용하는 하부하중에 의한 주행 장치의 진동 이론을 화차에도 적용 가능한 시기이기도 하여 이것은 사고 조사가 당사자가 아닌 외부 독립 기관에서 실시되었을 경우 '시험의 부실'과 '예견 가능성'이라는 치명적인 결론으로 나올수도 있는 중요한 사실이었다.

## 대책
사고 후 기술 조사위원회를 마련하고 모형을 사용한 실험, 실제로 2축화차를 주행시키는 실험 등 경합 탈선의 메커니즘 해명을 위한 여러 가지 각도로의 연구가 계속되었다.
1967년부터 노선의 신 선로 이설로 폐선된 홋카이도의 네무로 본선 가리카치 고개 구간(신토쿠 - 신나이부시 통칭: 가리카치 시험선)을 이용하여 화물의 적재 상태, 빈 차와 적재 차의 편성 상태, 운전 속도나 가감속 등 다양한 조건에 근거하여 실제로 철도 차량을 탈선시키는 대규모 탈선 원인 조사를 했다. 실험은 1972년 2월에 결론을 내고 호륜궤도의 추가 설치, 레일도유기의 설치, 2축화차의 링크 개량, 차륜 답면형상의 개량 등으로 이어지게 된다. 가벼운 하중을 부담하는 부분의 주행 특성이 나쁜 와라 1형도 당연히 개량되어 국철 말기의 1986년까지 사용되었다.

## 그 외의 내용
- 사고가 발생한 후 부근의 주민들은 일부만 사고내용을 청취하였지만 거의 전원이 사고의 시각을 분명히 기억하고 있었다. 그 이유는 "사고 시각에 방송되고 있던 미국 제작 텔레비전 드라마 '하와이안·아이'(주연: 로버트·콘라드/일본 교육 TV)를 보고 있었기 때문에"라고 하는 것이었다.
- 사고가 일어난 날 후쿠오카 현 오무타시의 미쓰이 미이케 탄광에서 사망자 458명을 내는 대폭발 사고가 발생하여 '피로 물든 토요일'이 되었다.
- 사고를 그린 텔레비전 다큐멘터리 프로그램 '카메라 르포르타주 혼자 돌아오지 않았다'가 TBS에 의해 제작되었다. 이 사고로 사망한 어느 남성 샐러리맨에 스포트라이트를 맞혀 남성의 모친과 약혼녀의 비통한 절규가 사고의 비참함을 이야기하고 있다(실제로 우연히 TBS 아나운서 요시카와 히사시가 당일 도쿄도 시부야구에 당시 존재하고 있던 리키·스포츠 팰리스에서의 프로 복싱 흥행의 수록을 끝내고 시부야에서 시나가와로 이동한 후에 시나가와에서 귀가를 위해 하행 열차에 타고 있었다[1].사고 발생 후에도 요시카와 본인이 현장에서 리포트를 계속했다). 이 프로그램은 현재 요코하마시의 방송 라이브러리에서 볼 수 있다.
- 사망자 중에서는 요코하마 시립대학 학장, 일본 과학사 학회 회장을 역임한 철학자인 사이구사 히로토도 포함되어 있다. 사고당일 일본 학술회의 강당에서 열린 심포지엄의 사회를 맡은 뒤 하행 열차로 가마쿠라의 자택으로 귀가하던 중이었다.
- 일부의 웹페이지에서는 사고에 대해 '하행 열차가 탈선한 직후 상행 열차가 돌진했다'라고 쓰여져 있지만, 이것은 미카와시마 사고와 혼동 되고 있다고 생각되었다.
- 여배우인 키키 키린의 친아버지도 부상을 입었다.
- 사고 현장에서 가까운 키시다니 1초메의 선로 주변에 위령비가 있다.
- 사망자 일부는 부근의 소우지지로 옮겨졌다. 임시 안치소로 사용된 긴 복도 아래에서는 현재도 하루 2회 공양을 위해서 선로장에 물을 뿌리는 물공양을 하고 있다.